# Katharina Schlender
Katharina Schlender (* 24. September 1977 in Neubrandenburg) ist eine deutsche Theaterautorin.

## Leben und Wirken
Katharina Schlender studierte 1996 bis 2000 Szenisches Schreiben an der HdK Berlin. Seit Sommer 2007 gehört sie zusammen mit den Autoren Rolf Kemnitzer und Andreas Sauter zum Kern der Battle Autoren. Dies ist eine Gruppe Berliner Dramatiker, die sich für Gegenwartsdramatik und ihre Autoren engagiert.
Bereits während ihrer Studienzeit bekam sie den Förderpreis für Harmonika hin – Liebe her des Landes Thüringen verliehen und erhielt den Förderpreis der Annalise-Wagner-Stiftung für Kegebein. Im Jahre 2000 war sie Paul Maar-Stipendiatin bei der Dramatikerwerkstatt in Wolfenbüttel und bekam erstmals den Jugendtheaterpreis des Landes Baden-Württemberg für ihr Stück Plumpsack und 2002 erhielt sie diesen erneut für ihr Theaterstück Die Renatenente. 2001 bekam sie den Kleist-Förderpreis für junge Dramatiker für ihr Stück Trutz. 2003 den Autorenpreis des Heidelberger Stückemarktes für ihr Stück Wermut und 2004 wurde ihr Stück Sommer Lieben für den Deutschen Jugendtheaterpreis nominiert.
Die Autorin lebt in Berlin und hat zwei Kinder.

## Werke
- 2000: Großes Nachdenken über ein kleines Leben / Eine Bank und noch ne Bank / Aller Anfang ist schwer. UA: 22. November 2000, carrousel theater (Theater an der Parkaue) Berlin, Regie: Klaus Peter Fischer.
- 2001: Harmonika hin – Liebe her. UA: 25. Januar 2001, Hans-Otto-Theater Potsdam, Regie: Philippe Besson.
- 2002: Dornröschen oder Das Märchen vom Erwachen. UA: 22. November 2001, Hans-Otto-Theater Potsdam, Regie: Philippe Besson.
- 2002: Trutz. UA: 27. Januar 2002, Vereinigte Städtische Bühnen Krefeld und Mönchengladbach, Regie: Thilo Voggenreiter.
- 2002: Die Renatenente. UA: 15. November 2002, Saarländisches Staatstheater, Regie: Lars Vogel.
- 2002: Schneewittchen. (Libretto zusammen mit Gerd Knappe), UA: 4. Dezember 2002, Theater St. Gallen, Regie: Philipp Egli.
- 2003: Warum ein Zebra ohne Streifen trotzdem noch kein Pferd sein kann. UA: 29. Juni 2003, Theater Krefeld und Mönchengladbach, Regie: Julia Kunert.
- 2004: HeldenHaft, UA: 24. Januar 2004, Theater Erlangen, Regie: Kristo Šagor
- 2004: Meierhüte. UA: 17. März 2004, theater rampe Stuttgart, Regie: Thomas H. Schiffmacher.
- 2004: Plumpsack. UA: 12. März 2004, Theaterkombinat Berlin als Koproduktion, Regie: Oleg Myrzak.
- 2005: Wermut. UA: 18. März 2005, Staatstheater Kassel, Regie: Volker Schmalöer.
- 2005: rosige Zeiten. UA: 9. April 2005, Theater Erlangen, Regie: Regina Wenig.
- 2005: Immer schön am Leben bleiben. UA: 7. Mai 2005, Landestheater Tübingen-Reutlingen, Autorenfestival „Die Stunde Null“, Regie: Oliver Bierschenk.
- 2005: Menschenskinder. UA: 24. September 2005, Staatstheater Oldenburg, Regie: Martin Kammer.
- 2005: SommerLieben. UA: 17. Dezember 2005, Staatstheater Cottbus, Regie: Annette Straube.
- 2006: Mit  Lea Rosh und Sascha Jakob: Der Elektriker – Die Geschichte von David Salz.[3] Uraufführung: 10. Mai 2006, Hans-Otto-Theater Potsdam, Regie: Johanna Hasse, Carsten Kochan, Tobias Rott.[4]
- 2006: Lorch sein. Projekt: „this is not a lovesong“ (Episodenstück zusammen mit Sabine Wen-Ching Wang, Guy Krneta und Simon Froehling), Uraufführung: 21. September 2006, Theater am Gleis Winterthur, Regie: Taki Papaconstantinou.
- 2006: Rapunzel oder Wen die Liebe trifft. UA: 16. November 2006, Hans-Otto-Theater Potsdam, Regie: Philippe Besson.
- 2007: Himmelsstürmerin.[5] UA: 15. April 2007, Staatstheater Kassel, Regie: Eva Lange[6]
- 2008: Der Zufriedene. UA: 30. März 2008, Hans-Otto-Theater Potsdam, Regie: Sebastian Wirnitzer.

## Auszeichnungen

### Preise
- 1997: Förderpreis des Landes Thüringen für Harmonika hin – Liebe her
- 1998: Teilnahme am interplay europe’98 Festival of young European Playwrights in Berlin und
- 2000: Teilnahme am interplay europe in Warschau,[7] Teilnahme am Heidelberger Stückemarkt mit Plumpsack, Jugendtheaterpreis Baden-Württemberg für Plumpsack
- 2001: Hamburger WerkstattTage, Kleist-Förderpreis für junge Dramatik für Trutz[8][2]
- 2002: Jugendtheaterpreis Baden-Württemberg für Die Renatenente
- 2003: AutorenPreis des Heidelberger Stückemarktes für Wermut
- 2004: nominiert für den Deutschen Jugendtheaterpreis mit SommerLieben
- 2005: Publikumspreis der St. Galler Autorentage für Konjavien
- 2008: Stipendium zum Deutschen Kindertheaterpreis 2008, in Kooperation mit dem Orph-Theater Berlin

### Stipendien
- 2000: Stipendium Paul Maar, Arbeitsstipendium vom Ministerium für Bildung, Wissenschaft und Kultur Mecklenburg-Vorpommern
- 2001: Stipendium der Preußischen Seehandlung
- 2002: Stipendienaufenthalt im Schloss Wiepersdorf
- 2003: Arbeitsstipendium des Deutschen Literaturfonds, Stipendienaufenthalte im Kloster Cismar und im Stuttgarter Schriftstellerhaus
- 2004: Stipendienaufenthalt im Künstlerhaus Ahrenshoop
- 2005: Arbeitsstipendium vom Ministerium für Bildung, Wissenschaft und Kultur Mecklenburg-Vorpommern
- 2007: Arbeitsstipendium vom Ministerium für Bildung, Wissenschaft und Kultur Mecklenburg-Vorpommern
- 2008: Stipendienaufenthalt im Kloster Cismar

## Kritiken (Auswahl)
(HeldenHaft)„… eine herrlich respektlose Abrechnung mit unserer realen Comic-Welt (…) Dabei schafft Schlender das kleine Wunder, mit einer Sprache, die zwischen Angeber-Jargon, Autoritäts-Floskeln und pikiertem Gesäusel das ganze Register gekünstelter Anbiederei entlarvend nutzt, den pädagogisch einwandfreien Tonfall konsequent zu umgehen.“ Bernd Noack, Giganten in Feinripp, Theater heute, März 2004
„(rosige Zeiten) ist ein traurig lakonisches Stück, das Katharina Schlender da geschrieben hat, mit einem schmerzhaften Blick auf die Gegenwart, dem das Scherzhafte einer scheinbar schlichten Kunstsprache hilfreich beispringt, nicht nur Trübsal zu blasen. Eine große Ernsthaftigkeit, gepaart mit einem feinen Gespür für die richtige Schwarzpulverdosis an Wortwitz und klugen Sprachdrechseleien …“ Christine Dössel, Jeder ist seines Unglückes Schmied – Kehraus der einsamen Herzen, Süddeutsche Zeitung, 12. April 2005
(rosige Zeiten) „Schlender hält dem von Politik und Werbung verbreiteten Zwangsoptimismus unserer Tage einen ultraschwarzen Spiegel vor, indem sie kein halbherzig beschwichtigendes „wird schon wieder“ oder „man muss nur richtig anpacken“ akzeptiert. Dabei ist ihr vehementer Weltschmerz nicht Resignation, sondern Provokation, Waffe in einer Zeit, in der dauernd verlangt wird, Katastrophen schön zu reden und Krisen als Chance zu begreifen …“ Silvia Stammen, Tristesse totale, Theater heute, Juli 2005
(Wermut) „Aus den wenigen Geschichten, die es zu erzählen gibt, triefen Alkohol, Arbeitslosigkeit, Mißbrauch, Sinnleere. Das schwüle Betroffenheitsklima, das eine solche Umgebung auslösen könnte, verhindert die 1977 geborene Dramatikerin einerseits mit einer knappen Kunstsprache, die nie den Bodenkontakt verliert, und andererseits formell, indem sie Wermut als Moritat anlegt.“ Kirsten Wächter, Das Stück Mensch muß weg – Mord als Sinnstiftung, Frankfurter Allgemeine Zeitung, 22. März 2005
(Der Zufriedene) „Kurt ist ein Unding- und eine Symbolfigur für die Kunst: das Utopische, das Zweckfreie. Das macht dieses Stück so raffiniert… Ein Kunst-Kurt, der unaufdringlich unergründlich ist. Er reißt um sich lauter Verstehbarkeitslöcher, in die Wirnitzer die Figuren effektsicher plumpsen lässt… Wie frisch einem in Hirn und Herz dabei wird!“ Dirk Pilz, Wie Terror geht, Berliner Zeitung, 1. April 2008
(Der Zufriedene) „Das so fabellose wie fabelhafte Stück ist eine Farce und es ist vor allem eine Versuchsanordnung, lässt Kurt mit allen anderen Figuren zusammenprallen, denn er ist für alle eine lebende Provokation… Der ist in seiner Schwejk’schen Ruhe und Ausgeglichenheit so sympathisch, auch wenn es ja eigentlich nicht wahr sein kann, dass einer so zufrieden ist, ohne Wünsche, aber auch ohne Hoffnungen, gar Visionen. Der Witz ist, und das ist die Qualität des Stücks, dass man die Sympathie zu diesem Kurt nie verliert…“ Martin Linzer, Metarmophosen oder Oster-Faust im Dreierpack, Theater der Zeit, Mai 2008